# Faridganj
Faridganj (en bengali : ফরিদগঞ্জ) est une upazila du Bangladesh dans le district de Chandpur. En 1991, on y dénombrait 348 281 habitants.